# AZ in het seizoen 2019/20
In het seizoen 2019/20 komt AZ uit in de Eredivisie. Ook deed AZ dit seizoen mee in de toernooien om de TOTO KNVB Beker en de UEFA Europa League.
AZ stroomde in de tweede kwalificatieronde van de Europa League. Via de derde kwalificatieronde en de play-offronde won AZ alle tweeluiken in deze ronden en plaatste zich in de groepsfase van de Europa League. AZ werd uiteindelijk tweede in groep achter Manchester United en voor FK Partizan en Astana FK. Hierdoor ging AZ door naar de zestiende finale en kwam daar LASK tegen. Echter, werd in deze tweeluik verloren en was AZ uitgeschakeld in de Europa League.
In de KNVB Beker kwam AZ niet verder dan de kwartfinale van dit seizoen. AZ verloor verrassend met 1 – 3 van NAC Breda.
In de Eredivisie werd door de coronacrisis in Nederland na 8 maart 2020 de competitie gestaakt en op 21 april 2020 definitief beëindigd doordat de overheid heeft bepaald dat de betaald voetbalwedstrijden verboden zijn tot 1 september 2020. In de Eredivisie eindigde AZ dit seizoen op de 2e plaats, dat recht geeft om deel te nemen aan de tweede voorronde van de Champions League. Helaas ging AZ daar op voorhand niet mee akkoord. Volgens de directie heeft de KNVB niet geluisterd en beantwoord naar de vragen en plannen van AZ. Sportief gezien kon AZ nog kampioen worden, maar door het nietig verklaren van het seizoen was dat niet meer mogelijk. Op een latere termijn eindigde AZ daadwerkelijk op de 2e plaats.

## Selectie
| Nr.           | Nat.        | Naam                 | Geb. dat.  | Vorige club    | Contract tot |
| Keepers       | Keepers     | Keepers              | Keepers    | Keepers        | Keepers      |
| ------------- | ----------- | -------------------- | ---------- | -------------- | ------------ |
| 1             | Nederland   | Marco Bizot          | 10-03-1991 | KRC Genk       | 2022         |
| 16            | Nederland   | Jasper Schendelaar   | 02-09-2000 | Eigen jeugd    | 2021         |
| 22            | Nederland   | Rody de Boer         | 22-08-1997 | Telstar        | 2022         |
| Verdedigers   |             |                      |            |                |              |
| 2             | Noorwegen   | Jonas Svensson       | 06-03-1993 | Rosenborg      | 2021         |
| 3             | Griekenland | Pantelis Hatzidiakos | 18-01-1997 | Eigen jeugd    | 2024         |
| 4             | Nederland   | Ron Vlaar            | 16-02-1985 | Aston Villa    | 2020         |
| 5             | Nederland   | Thomas Ouwejan       | 30-09-1996 | Eigen jeugd    | 2022         |
| 15            | Nederland   | Owen Wijndal         | 28-11-1999 | Eigen jeugd    | 2023         |
| 26            | Japan       | Yukinari Sugawara    | 28-06-2000 | Nagoya Grampus | 2025         |
| 27            | Nederland   | Ramon Leeuwin        | 01-09-1987 | Odense BK      | 2021         |
| 29            | Nederland   | Joris Kramer         | 02-08-1996 | Eigen jeugd    | 2021         |
| 30            | België      | Stijn Wuytens        | 08-10-1989 | Willem II      | 2020         |
| Middenvelders |             |                      |            |                |              |
| 6             | Noorwegen   | Fredrik Midtsjø      | 11-08-1994 | Rosenborg      | 2022         |
| 8             | Nederland   | Teun Koopmeiners     | 28-02-1998 | Eigen jeugd    | 2023         |
| 10            | Nederland   | Dani de Wit          | 28-01-1998 | Ajax           | 2024         |
| 18            | Noorwegen   | Håkon Evjen          | 14-02-2000 | FK Bodø/Glimt  | 2024         |
| 20            | Nederland   | Jordy Clasie         | 27-06-1991 | Southampton FC | 2021         |
| 21            | Nederland   | Kenzo Goudmijn       | 18-12-2001 | Eigen jeugd    | 2020         |
| Aanvallers    |             |                      |            |                |              |
| 7             | Nederland   | Calvin Stengs        | 18-12-1998 | Eigen jeugd    | 2023         |
| 9             | Nederland   | Myron Boadu          | 14-01-2001 | Eigen jeugd    | 2023         |
| 11            | Marokko     | Oussama Idrissi      | 26-02-1996 | FC Groningen   | 2022         |
| 14            | Nederland   | Ferdy Druijf         | 12-02-1998 | Eigen jeugd    | 2023         |
| 17            | Nederland   | Zakaria Aboukhlal    | 18-02-2000 | PSV            | 2023         |
| 28            | IJsland     | Albert Guðmundsson   | 15-06-1997 | PSV            | 2022         |

Bron: A-selectie van AZ

## Transfers
Voor recente transfers bekijk: Lijst van Eredivisie transfers zomer 2019/20

Voor recente transfers bekijk: Lijst van Eredivisie transfers winter 2019/20
Aangetrokken
| No. | Nationaliteit | Positie      | Naam              | Vorige club               |
| --- | ------------- | ------------ | ----------------- | ------------------------- |
| 10  | Nederland     | Middenvelder | Dani de Wit       | Ajax                      |
| 14  | Nederland     | Aanvaller    | Ferdy Druijf      | N.E.C., was verhuurd      |
| 17  | Nederland     | Aanvaller    | Zakaria Aboukhlal | PSV                       |
| 18  | Noorwegen     | Middenvelder | Håkon Evjen       | FK Bodø/Glimt             |
| 18  | Nederland     | Middenvelder | Marko Vejinović   | Arka Gdynia, was verhuurd |
| 20  | Nederland     | Middenvelder | Jordy Clasie      | Southampton FC            |
| 26  | Japan         | Verdediger   | Yukinari Sugawara | Nagoya Grampus            |
| 27  | Nederland     | Verdediger   | Ramon Leeuwin     | Odense BK                 |

Vertrokken
| No. bij AZ | Nationaliteit | Positie      | Naam               | Nieuwe club                   | C. tot | Type                                                 |
| ---------- | ------------- | ------------ | ------------------ | ----------------------------- | ------ | ---------------------------------------------------- |
| 10         | Nederland     | Middenvelder | Guus Til           | Spartak Moskou                | 2023   | Transfer                                             |
| 17         | Nederland     | Middenvelder | Jeremy Helmer      | De Graafschap                 | 2022   | Verhuurd                                             |
| 18         | Nederland     | Middenvelder | Marko Vejinović    | Arka Gdynia                   | 2022   | Transfer                                             |
| 19         | Noorwegen     | Aanvaller    | Bjørn Johnsen      | Rosenborg BK Ulsan Hyundai FC | 2022   | Verhuurd (tot eind 2019) Transfer (vanaf begin 2020) |
| 20         | Nederland     | Middenvelder | Mats Seuntjens     | Gençlerbirliği                | 2020   | Transfer                                             |
| 22         | Nederland     | Doelman      | Piet Velthuizen    | Telstar                       | 2019   | Transfervrij                                         |
| 23         | Nederland     | Verdediger   | Léon Bergsma       | FC Den Bosch                  | 2022   | Verhuurd                                             |
| 24         | Nederland     | Middenvelder | Tijjani Reijnders  | RKC Waalwijk                  | 2023   | Verhuurd                                             |
| 25         | Nederland     | Doelman      | Nick Olij          | NAC Breda                     | 2019   | Transfervrij                                         |
| 26         | Nederland     | Middelvelder | Adam Maher         | FC Utrecht                    | 2019   | Transfervrij                                         |
| 27         | Tsjechië      | Middenvelder | Ondřej Mihálik     | FC Viktoria Pilsen            | 2022   | Verhuurd                                             |
| 29         | Nederland     | Middenvelder | Mees Hoedemakers   | SC Cambuur                    | 2021   | Verhuurd                                             |
| 34         | Nederland     | Verdediger   | Ricardo van Rhijn  | sc Heerenveen                 | 2019   | Transfervrij                                         |
| 57         | Nederland     | Verdediger   | Iliass Bel Hassani | PEC Zwolle                    | 2021   | Transfer                                             |
|            | Nigeria       | Aanvaller    | Fred Friday        | Strømsgodset IF               | 2020   | Transfervrij                                         |

## Staf & directie
| Naam          | Functie           |
| ------------- | ----------------- |
| Arne Slot     | Hoofdtrainer      |
| Marino Pusic  | Assistent-trainer |
| Pascal Jansen | Assistent-trainer |
| Nick van Aart | Keeperstrainer    |

| Naam               | Functie                      |
| ------------------ | ---------------------------- |
| Ari Menmi          | Teammanager                  |
| Joost van der Hoek | Clubarts/Hoofd medische staf |
| Rob Tamminga       | Hoofd fysiotherapie          |
| Martin Cruijff     | Fysiotherapeut               |
| Frank Renzenbrink  | Fysiotherapeut               |
| Niels Kok          | Inspanningsfysioloog         |
| Paul Reus          | Materiaalverzorger           |
| Melvin Reemnet     | Materiaalverzorger           |
| Kees Verver        | Video-analist                |
| Lisanne Nooter     | Persvoorlichter              |
| Paul Brandenburg   | Hoofd Jeugdopleiding         |

| Naam            | Functie             |
| --------------- | ------------------- |
| Robert Eenhoorn | Algemeen directeur  |
| Max Huiberts    | Technisch directeur |

## Wedstrijdverslagen

### Vriendschappelijk
Wedstrijden
| Datum      | Wedstrijd               | Uitslag | Verslag      |
| ---------- | ----------------------- | ------- | ------------ |
| 22-06-2019 | AZ – SC Eendracht Aalst | 3 – 1   | 1            |
| 29-06-2019 | AZ – PFK Oleksandrija   | 0 – 3   | 2            |
| 03-07-2019 | AZ – PAOK Saloniki      | 1 – 0   | 3            |
| 06-07-2019 | AZ – Club Brugge        | 5 – 2   | 4            |
| 13-07-2019 | AZ – RSC Anderlecht     | 2 – 0   | 5[dode link] |
| 13-07-2019 | Telstar – AZ            | 3 – 0   | 6            |
| 17-07-2019 | KAA Gent – AZ           | 2 – 0   | 7            |
| 20-07-2019 | AZ – KV Oostende        | 0 – 1*  | 8            |
| 10-01-2020 | AZ – KV Mechelen        | 5 – 1   | 9            |

* Gestaakt vanwege het onweer.

### Eredivisie
Wedstrijden
| №  | Datum      | Wedstrijd             | Uitslag    | Verslag       |
| -- | ---------- | --------------------- | ---------- | ------------- |
| 1  | 04-08-2019 | AZ – Fortuna Sittard  | 4 – 0      | 1             |
| 2  | 11-08-2019 | RKC Waalwijk – AZ     | 0 – 2      | 2             |
| 3  | 18-08-2019 | AZ – FC Groningen     | 0 – 0      | 3             |
| 5  | 01-09-2019 | Vitesse – AZ          | 2 – 1      | 4             |
| 6  | 14-09-2019 | AZ – Sparta Rotterdam | 5 – 1      | 5             |
| 7  | 22-09-2019 | ADO Den Haag – AZ     | 0 – 1      | 6             |
| 4  | 26-09-2019 | Feyenoord – AZ        | 0 – 3      | 7             |
| 8  | 29-09-2019 | AZ – Heracles Almelo  | 2 – 0      | 8             |
| 9  | 06-10-2019 | Willem II – AZ        | 1 – 1      | 9             |
| 10 | 19-10-2019 | AZ – sc Heerenveen    | 2 – 4      | 10            |
| 11 | 27-10-2019 | PSV – AZ              | 0 – 4      | 11            |
| 12 | 02-11-2019 | AZ – FC Twente        | 3 – 0      | 12            |
| 13 | 10-11-2019 | AZ – FC Emmen         | 3 – 0      | 13            |
| 14 | 23-11-2019 | FC Utrecht – AZ       | 0 – 3      | 14            |
| 15 | 01-12-2019 | AZ – VVV-Venlo        | 1 – 0      | 15            |
| 16 | 07-12-2019 | PEC Zwolle – AZ       | 0 – 3      | 16            |
| 17 | 15-12-2019 | AZ – Ajax             | 1 – 0      | 17            |
| 18 | 21-12-2019 | Sparta Rotterdam – AZ | 3 – 0      | 18            |
| 19 | 18-01-2020 | AZ – Willem II        | 1 – 3      | 19            |
| 20 | 25-01-2020 | sc Heerenveen – AZ    | 1 – 2      | 20            |
| 21 | 31-01-2020 | AZ – RKC Waalwijk     | 4 – 0      | 21            |
| 23 | 15-02-2020 | FC Twente – AZ        | 2 – 0      | 22            |
| 24 | 23-02-2020 | AZ – PEC Zwolle       | 2 – 0      | 23            |
| 25 | 01-03-2020 | Ajax – AZ             | 0 – 2      | 24            |
| 26 | 07-03-2020 | AZ – ADO Den Haag     | 4 – 0      | 25[dode link] |
| 27 | 15-03-2020 | VVV-Venlo – AZ        | afgelast * |               |
| 28 | 22-03-2020 | FC Groningen – AZ     | afgelast * |               |
| 29 | 04-04-2020 | AZ – Vitesse          | afgelast * |               |
| 22 | 08-04-2020 | AZ – Feyenoord        | afgelast * |               |
| 30 | 11-04-2020 | Heracles Almelo – AZ  | afgelast * |               |
| 31 | 21-04-2020 | AZ – PSV              | afgelast * |               |
| 32 | 25-04-2020 | Fortuna Sittard – AZ  | afgelast * |               |
| 33 | 03-05-2020 | AZ – FC Utrecht       | afgelast * |               |
| 34 | 10-05-2020 | FC Emmen – AZ         | afgelast * |               |

* Vanwege de coronacrisis in Nederland zijn alle Nederlandse voetbalwedstrijden tot 1 september 2020 verboden om deze wedstrijden te spelen. Deze wedstrijden werden niet meer gespeeld voor dat seizoen.

### TOTO KNVB Beker
Wedstrijden
| Ronde          | Datum                                                             | Wedstrijd                                                         | Uitslag                                                           | Verslag                                                           |
| -------------- | ----------------------------------------------------------------- | ----------------------------------------------------------------- | ----------------------------------------------------------------- | ----------------------------------------------------------------- |
| Eerste ronde   | Vrijstelling wegens plaatsing voor de Europese clubhoofdtoernooi. | Vrijstelling wegens plaatsing voor de Europese clubhoofdtoernooi. | Vrijstelling wegens plaatsing voor de Europese clubhoofdtoernooi. | Vrijstelling wegens plaatsing voor de Europese clubhoofdtoernooi. |
| Tweede ronde   | 18-12-2019                                                        | AZ – RKSV Groene Ster                                             | 3 – 0                                                             | 1                                                                 |
| Achtste finale | 21-01-2020                                                        | TOP Oss – AZ                                                      | 0 – 2                                                             | 2                                                                 |
| Kwartfinale    | 12-02-2020                                                        | AZ – NAC Breda                                                    | 1 – 3*                                                            | 3                                                                 |

* Hierdoor is AZ uitgeschakeld in de KNVB Beker van dit seizoen.

### UEFA Europa League
Wedstrijden
| Ronde                    | Wedstrijd | Datum      | Wedstrijd              | Uitslag      | Totaal | Verslag      |
| ------------------------ | --------- | ---------- | ---------------------- | ------------ | ------ | ------------ |
| Tweede kwalificatieronde | 1         | 25-07-2019 | AZ – BK Häcken         | 0 – 0        | 3 – 0  | 1            |
| Tweede kwalificatieronde | 2         | 01-08-2019 | BK Häcken – AZ         | 0 – 3        | 3 – 0  | 2            |
| Derde kwalificatieronde  | 1         | 08-08-2019 | FK Marioepol – AZ      | 0 – 0        | 4 – 0  | 3            |
| Derde kwalificatieronde  | 2         | 15-08-2019 | AZ – FK Marioepol      | 4 – 0        | 4 – 0  | 4            |
| Play-offronde            | 1         | 22-08-2019 | AZ – Antwerp           | 1 – 1        | 5 – 2  | 5            |
| Play-offronde            | 2         | 29-08-2019 | Antwerp – AZ           | 1 – 4 (n.v.) | 5 – 2  | 6            |
| Groepsfase               | 1         | 19-09-2019 | FK Partizan – AZ       | 2 – 2        | 2e     | 7[dode link] |
| Groepsfase               | 2         | 03-10-2019 | AZ – Manchester United | 0 – 0        | 2e     | 8            |
| Groepsfase               | 3         | 24-10-2019 | AZ – Astana FK         | 6 – 0        | 2e     | 9            |
| Groepsfase               | 4         | 07-11-2019 | Astana FK – AZ         | 0 – 5        | 2e     | 10           |
| Groepsfase               | 5         | 28-11-2019 | AZ – FK Partizan       | 2 – 2        | 2e     | 11           |
| Groepsfase               | 6         | 12-12-2019 | Manchester United – AZ | 4 – 0        | 2e     | 12           |
| Zestiende finale         | 1         | 20-02-2020 | AZ – LASK              | 1 – 1        | 1 – 3* | 13           |
| Zestiende finale         | 2         | 27-02-2020 | LASK – AZ              | 2 – 0        | 1 – 3* | 14           |

* Hierdoor is AZ uitgeschakeld in de Europa League van dit seizoen.

#### Groepsfase (groep L)
| # | Team              | Wedstrijden | Wedstrijden | Wedstrijden | Wedstrijden | Punten | Doelpunten | Doelpunten | Doelpunten |       | Uitslagen (Thuis ╲ Uit) | Uitslagen (Thuis ╲ Uit) | Uitslagen (Thuis ╲ Uit) | Uitslagen (Thuis ╲ Uit) |
| # | Team              | Gespeeld    | Winst       | Gelijk      | Verlies     | Punten | Voor       | Tegen      | Saldo      | MUN   | AZ                      | PAR                     | AST                     |                         |
| 1. | Manchester United | 6           | 4           | 1           | 1           | 13     | 10         | 2          | +8         |       | 4 – 0                   | 3 – 0                   | 1 – 0                   |                         |
| 2. | AZ                | 6           | 2           | 3           | 1           | 9      | 15         | 8          | +7         | 0 – 0 |                         | 2 – 2                   | 6 – 0                   |                         |
| 3. | FK Partizan       | 6           | 2           | 2           | 2           | 8      | 10         | 10         | 0          | 0 – 1 | 2 – 2                   |                         | 4 – 1                   |                         |
| 4. | Astana FK         | 6           | 1           | 0           | 5           | 3      | 4          | 19         | −15        | 2 – 1 | 0 – 5                   | 1 – 2                   |                         |                         |
| \| Legendakleuren in de tabellen \| \| Groepswinnaar en nummer twee gaan door naar de zestiende finale. \| \| Uitgeschakeld \| |                   |             |             |             |             |        |            |            |            |       |                         |                         |                         |                         |
| Legendakleuren in de tabellen                                                                                                  |                   |             |             |             |             |        |            |            |            |       |                         |                         |                         |                         |
| Groepswinnaar en nummer twee gaan door naar de zestiende finale.                                                               |                   |             |             |             |             |        |            |            |            |       |                         |                         |                         |                         |
| Uitgeschakeld |                   |             |             |             |             |        |            |            |            |       |                         |                         |                         |                         |

## Statistieken

### Eindstand in Nederlandse Eredivisie
| Stand | Gespeeld | Gewonnen | Gelijk | Verloren | Punten | Doelpunten voor | Doelpunten tegen | Gele kaarten | Twee gele kaarten | Rode kaarten |
| ----- | -------- | -------- | ------ | -------- | ------ | --------------- | ---------------- | ------------ | ----------------- | ------------ |
| 2e    | 25       | 18       | 2      | 5        | 56     | 54              | 17               | 30           | 1                 | 1            |

### Punten, stand en doelpunten per speelronde
| Speelronde                            | 1  | 2  | 3  | 4  | 5  | 6   | 7   | 8   | 9   | 10  | 11  | 12  | 13  | 14  | 15  | 16  | 17  | 18  | 19  | 20  | 21  | 22 | 23  | 24  | 25  | 26  | 27                     | 28                     | 29                     | 30                     | 31                     | 32                     | 33                     | 34                     | Totaal |
| ------------------------------------- | -- | -- | -- | -- | -- | --- | --- | --- | --- | --- | --- | --- | --- | --- | --- | --- | --- | --- | --- | --- | --- | -- | --- | --- | --- | --- | ---------------------- | ---------------------- | ---------------------- | ---------------------- | ---------------------- | ---------------------- | ---------------------- | ---------------------- | ------ |
| Aantal punten per speelronde          | 3  | 3  | 1  | 3  | 0  | 3   | 3   | 3   | 1   | 0   | 3   | 3   | 3   | 3   | 3   | 3   | 3   | 0   | 0   | 3   | 3   | -  | 0   | 3   | 3   | 3   | Competitie geannuleerd | Competitie geannuleerd | Competitie geannuleerd | Competitie geannuleerd | Competitie geannuleerd | Competitie geannuleerd | Competitie geannuleerd | Competitie geannuleerd | 56     |
| Aantal punten na speelronde           | 3  | 6  | 7  | 10 | 10 | 13  | 16  | 19  | 20  | 20  | 23  | 26  | 29  | 32  | 35  | 38  | 41  | 41  | 41  | 44  | 47  | -  | 47  | 50  | 53  | 56  | Competitie geannuleerd | Competitie geannuleerd | Competitie geannuleerd | Competitie geannuleerd | Competitie geannuleerd | Competitie geannuleerd | Competitie geannuleerd | Competitie geannuleerd | 56     |
| Stand na speelronde                   | 1e | 1e | 2e | 2e | 4e | 3e  | 3e  | 3e  | 3e  | 4e  | 2e  | 2e  | 2e  | 2e  | 2e  | 2e  | 2e  | 2e  | 2e  | 2e  | 2e  | -  | 2e  | 2e  | 2e  | 2e  | Competitie geannuleerd | Competitie geannuleerd | Competitie geannuleerd | Competitie geannuleerd | Competitie geannuleerd | Competitie geannuleerd | Competitie geannuleerd | Competitie geannuleerd | 2e     |
| Aantal doelpunten per speelronde      | 4  | 2  | 0  | 3  | 1  | 5   | 1   | 2   | 1   | 2   | 4   | 3   | 3   | 3   | 1   | 3   | 1   | 0   | 1   | 2   | 4   | -  | 0   | 2   | 2   | 4   | Competitie geannuleerd | Competitie geannuleerd | Competitie geannuleerd | Competitie geannuleerd | Competitie geannuleerd | Competitie geannuleerd | Competitie geannuleerd | Competitie geannuleerd | 54     |
| Aantal tegendoelpunten per speelronde | 0  | 0  | 0  | 0  | 2  | 1   | 0   | 0   | 1   | 4   | 0   | 0   | 0   | 0   | 0   | 0   | 0   | 3   | 3   | 1   | 0   | -  | 2   | 0   | 0   | 0   | Competitie geannuleerd | Competitie geannuleerd | Competitie geannuleerd | Competitie geannuleerd | Competitie geannuleerd | Competitie geannuleerd | Competitie geannuleerd | Competitie geannuleerd | 17     |
| Doelsaldo na speelronde               | +4 | +6 | +6 | +9 | +8 | +12 | +13 | +15 | +15 | +13 | +17 | +20 | +23 | +26 | +27 | +30 | +31 | +28 | +26 | +27 | +31 | -  | +29 | +31 | +33 | +37 | Competitie geannuleerd | Competitie geannuleerd | Competitie geannuleerd | Competitie geannuleerd | Competitie geannuleerd | Competitie geannuleerd | Competitie geannuleerd | Competitie geannuleerd | +37    |

### Topscorers
| Nr.                           | Naam                 | Goal |
| ----------------------------- | -------------------- | ---- |
| 1.                            | Myron Boadu          | 14   |
| 2.                            | Oussama Idrissi      | 13   |
| 3.                            | Teun Koopmeiners     | 11   |
| 4.                            | Calvin Stengs        | 5    |
| 5.                            | Dani de Wit          | 3    |
| 6.                            | Yukinari Sugawara    | 2    |
| 6.                            | Ron Vlaar            | 2    |
| 8.                            | Ferdy Druijf         | 1    |
| 8.                            | Pantelis Hatzidiakos | 1    |
| 8.                            | Jonas Svensson       | 1    |
| 8.                            | Owen Wijndal         | 1    |
| Eigen doelpunten tegenstander |                      |      |
| Totaal                        | Totaal               | 54   |

| Nr.                           | Naam             | Goal |
| ----------------------------- | ---------------- | ---- |
| 1.                            | Dani de Wit      | 2    |
| 2.                            | Ferdy Druijf     | 1    |
| 2.                            | Teun Koopmeiners | 1    |
| 2.                            | Jonas Svensson   | 1    |
| Eigen doelpunten tegenstander |                  |      |
| Totaal                        | Totaal           | 5    |

| Nr.                           | Naam                          | Goal |
| ----------------------------- | ----------------------------- | ---- |
| 1.                            | Myron Boadu                   | 6    |
| 2.                            | Calvin Stengs                 | 5    |
| 3.                            | Ferdy Druijf                  | 3    |
| 3.                            | Oussama Idrissi               | 3    |
| 3.                            | Teun Koopmeiners              | 3    |
| 6.                            | Albert Guðmundsson            | 1    |
| 6.                            | Pantelis Hatzidiakos          | 1    |
| 6.                            | Fredrik Midtsjø               | 1    |
| 6.                            | Thomas Ouwejan                | 1    |
| 6.                            | Yukinari Sugawara             | 1    |
| 6.                            | Stijn Wuytens                 | 1    |
| Eigen doelpunten tegenstander | Eigen doelpunten tegenstander | 1    |
| Totaal                        | Totaal                        | 27   |

### Assists
| Nr.    | Naam              | Assist |
| ------ | ----------------- | ------ |
| 1.     | Calvin Stengs     | 7      |
| 2.     | Myron Boadu       | 6      |
| 2.     | Owen Wijndal      | 6      |
| 4.     | Jonas Svensson    | 5      |
| 5.     | Fredrik Midtsjø   | 4      |
| 6.     | Oussama Idrissi   | 3      |
| 7.     | Teun Koopmeiners  | 2      |
| 8.     | Yukinari Sugawara | 1      |
| 8.     | Ron Vlaar         | 1      |
| 8.     | Dani de Wit       | 1      |
| Totaal | Totaal            | 36     |

| Nr.    | Naam            | Assist |
| ------ | --------------- | ------ |
| 1.     | Fredrik Midtsjø | 1      |
| 1.     | Thomas Ouwejan  | 1      |
| Totaal | Totaal          | 2      |

| Nr.    | Naam             | Assist |
| ------ | ---------------- | ------ |
| 1.     | Oussama Idrissi  | 5      |
| 2.     | Myron Boadu      | 4      |
| 2.     | Calvin Stengs    | 4      |
| 4.     | Jonas Svensson   | 2      |
| 4.     | Dani de Wit      | 2      |
| 6.     | Teun Koopmeiners | 1      |
| 6.     | Fredrik Midtsjø  | 1      |
| Totaal | Totaal           | 19     |